# Manvir Singh (ur. 1995)
Manvir Singh (ur. 6 listopada 1995 w Duhrze w stanie Pendżab) – indyjski piłkarz grający na pozycji napastnika w klubie Mohun Bagan oraz reprezentacji Indii. W swojej karierze grał również w zespołach takich jak: RoundGlass Punjab, Mohammedan SC, Southern Samity i FC Goa. W sezonie 2022/23 zdobył z Mohun Bagan Indian Super League. W kadrze Indii zadebiutował 19 sierpnia 2017 przeciwko Mauritiusowi. Pierwszą bramkę w drużynie narodowej zdobył 9 września 2019 w starciu z Malediwami.